# 静岡市立長田北小学校
静岡市立長田北小学校（しずおかしりつ おさだきたしょうがっこう）は、静岡県静岡市駿河区向敷地にある公立小学校。

## 沿革
- 1975年（昭和50年）
  - 4月5日 - 開校（当時の地番：静岡市向敷地890番地）[1]。
  - 11月1日 - 校章制定[1]。
- 1976年（昭和51年）9月13日 - 開校記念碑完成[1]。
- 1979年（昭和54年）1月24日 - 校歌制定発表会[1]。
- 1984年（昭和59年）12月8日 - 10周年記念式典[1]。
- 1994年（平成6年）11月26日 - 20周年記念式典・記念誌発行[1]。
- 1994年（平成7年）3月13日 - 20周年記念植樹、歩道を『あいさつ通り』と命名[1]。

## 通学区域
駿河区

| - 手越 - 手越原 | - 丸子新田の一部 - 向敷地 |

## アクセス
- しずてつジャストライン牧ヶ谷線 「長田北小学校」停留所から、徒歩1分